# Aventin de Larboust
Pour les articles homonymes, voir Aventin (homonymie).

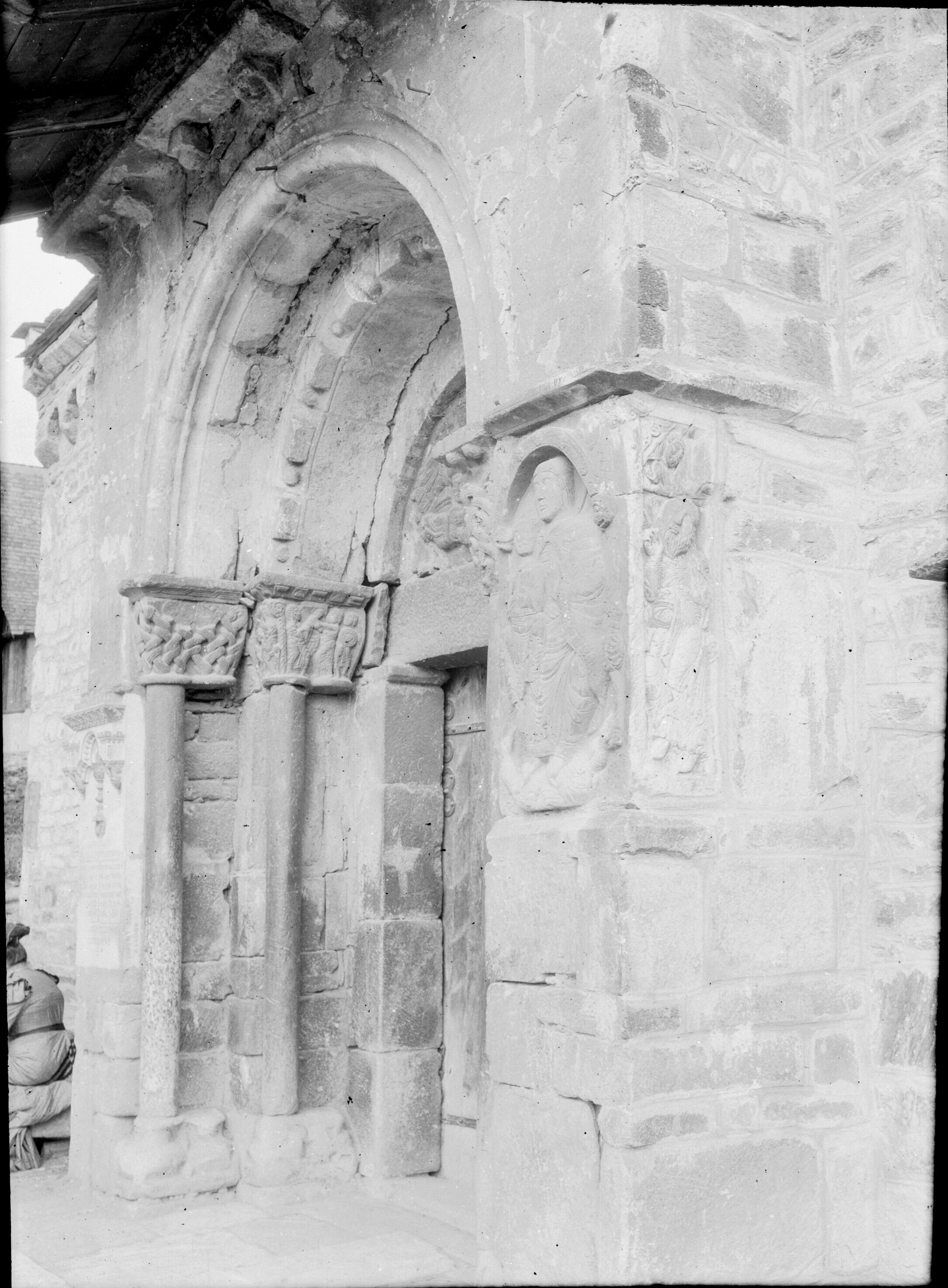
Portail de l'église de Saint-Aventin, photographie d'Eugène Trutat

Saint Aventin de Larboust est un saint chrétien martyr du VIIIe siècle, né près de Bagnères-de-Luchon, dans les Pyrénées, reclus dans la vallée du Larboust, et mis à mort par les Sarrasins. Il est fêté le 13 juin,.
Aventin est un personnage essentiellement légendaire, mais son culte est enraciné dans la vallée du Larboust et a laissé, outre un culte vivace dans la région et jusqu'en Aragon, des lieux remarquables, dont le village qui porte son nom et son église, un des chefs-d'œuvre de l'art roman pyrénéen.

## Légende
La mère d'Aventin faisait partie des païens qui habitaient cette vallée et qui honoraient les dieux dont on a retrouvé de nombreuses traces du culte. Au moment de mettre son enfant au monde, en grande souffrance, elle se tourna vers des chrétiens, et elle fut délivrée sans peine. L'enfant fut élevé dans la religion chrétienne. Devenu grand, il se fit moine ou fut ordonné prêtre, selon les sources. Il se retira non loin de là, au lieu appelé aujourd'hui les granges d'Astau, au pied de la vallée d'Oô. C'est là qu'un jour, un ours vint à lui, une grosse épine plantée dans la patte. Aventin enleva l'épine, et l'ours s'en alla sans lui faire aucun mal. Aventin évangélisait la région, quand les envahisseurs sarrasins arrivèrent. Aventin fut pourchassé, capturé et mené à la tour de Castel-Blancat, à la jonction des vallées d'Oueil et du Larboust. Les Maures ne l'avaient pas plus tôt enfermé dans la tour, qu'ils virent Aventin apparaître au sommet de la tour, et s'élancer dans le vide. Il traversa ainsi toute la vallée et se posa sur un rocher, qui conserva l'empreinte de son pied. Puis il continua son travail d'évangélisateur. Bientôt il fut repris, et cette fois immédiatement décapité. On le vit alors ramasser sa tête et marcher, jusqu'à l'endroit où il tomba, définitivement mort. Ses disciples l'enterrèrent sur place.
Des siècles plus tard, un vacher, constatant qu'un taureau de son troupeau grattait le sol avec insistance, commença à creuser à cet endroit. On entendit alors la voix d'un ange disant « Ici repose le bienheureux Aventin ». Mais un essaim d'abeilles jaillit du sol, interdisant d'aller plus loin dans l'investigation. On fit alors appel à l'évêque de Comminges, saint Bertrand, qui obtint une lettre du pape. Bertrand se rendit sur place pour lire la lettre aux abeilles, et les elles disparurent. On exhuma alors le corps de saint Aventin, qui dégageait une odeur merveilleuse. Comme les habitants des deux vallées se le disputaient, le corps fut placé sur un traîneau tiré par deux vaches, une de chaque vallée, qu'on laissa aller librement. L'attelage prit la route du Larboust, et s'arrêta à un endroit où Aventin fut enseveli, et une église fut édifiée sur son tombeau : c'est le village actuel de Saint-Aventin.
L'endroit où Aventin chuta après son saut de la tour de Castel-Blancat est marqué par une petite chapelle, dite Chapelle du Miracle. On y voit sur le seuil une pierre portant une empreinte en creux. La tradition voulait que les jeunes filles y mettent leur pied, dans l'espoir de trouver un mari.

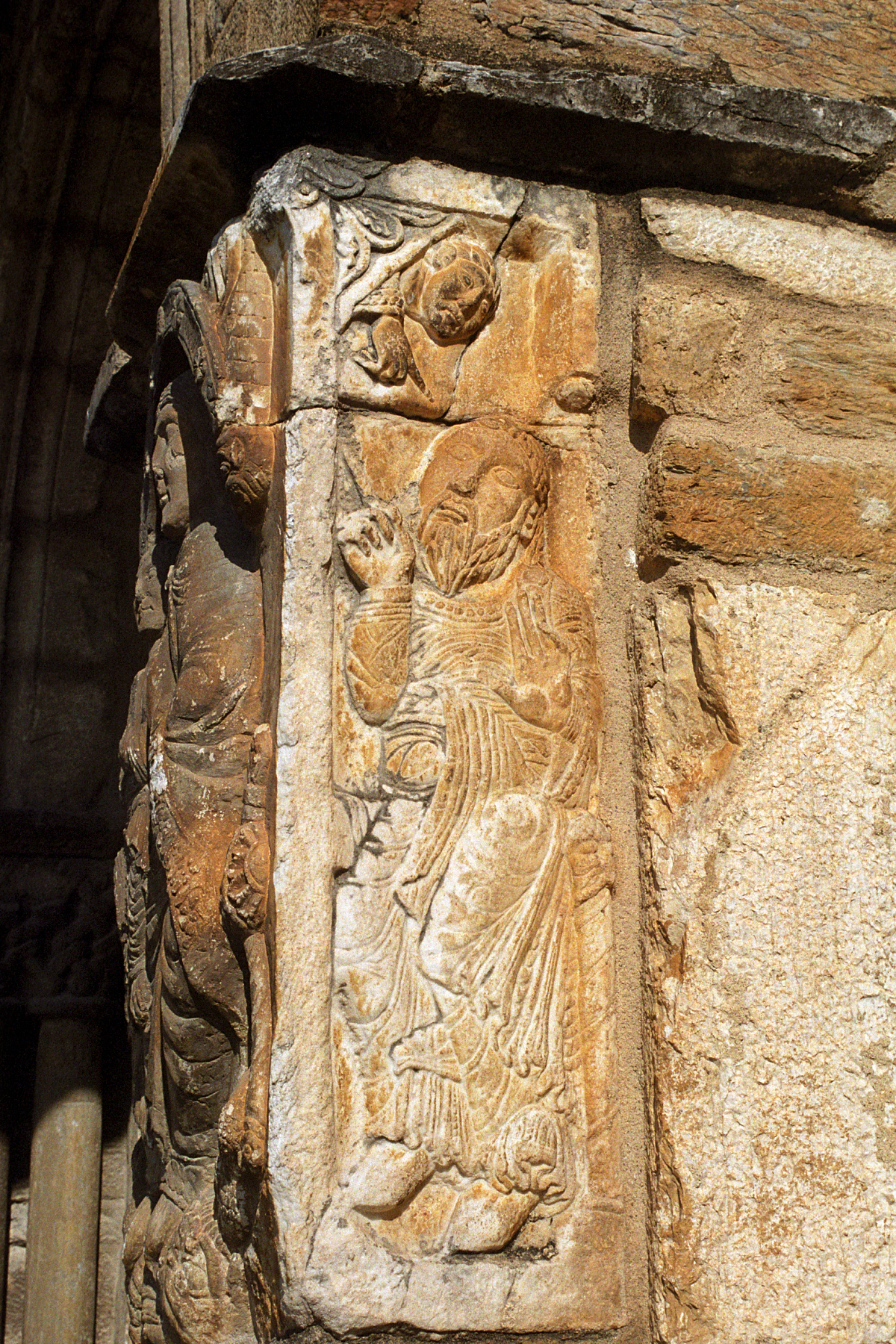
Bas-relief, portail de l’église Saint-Aventin
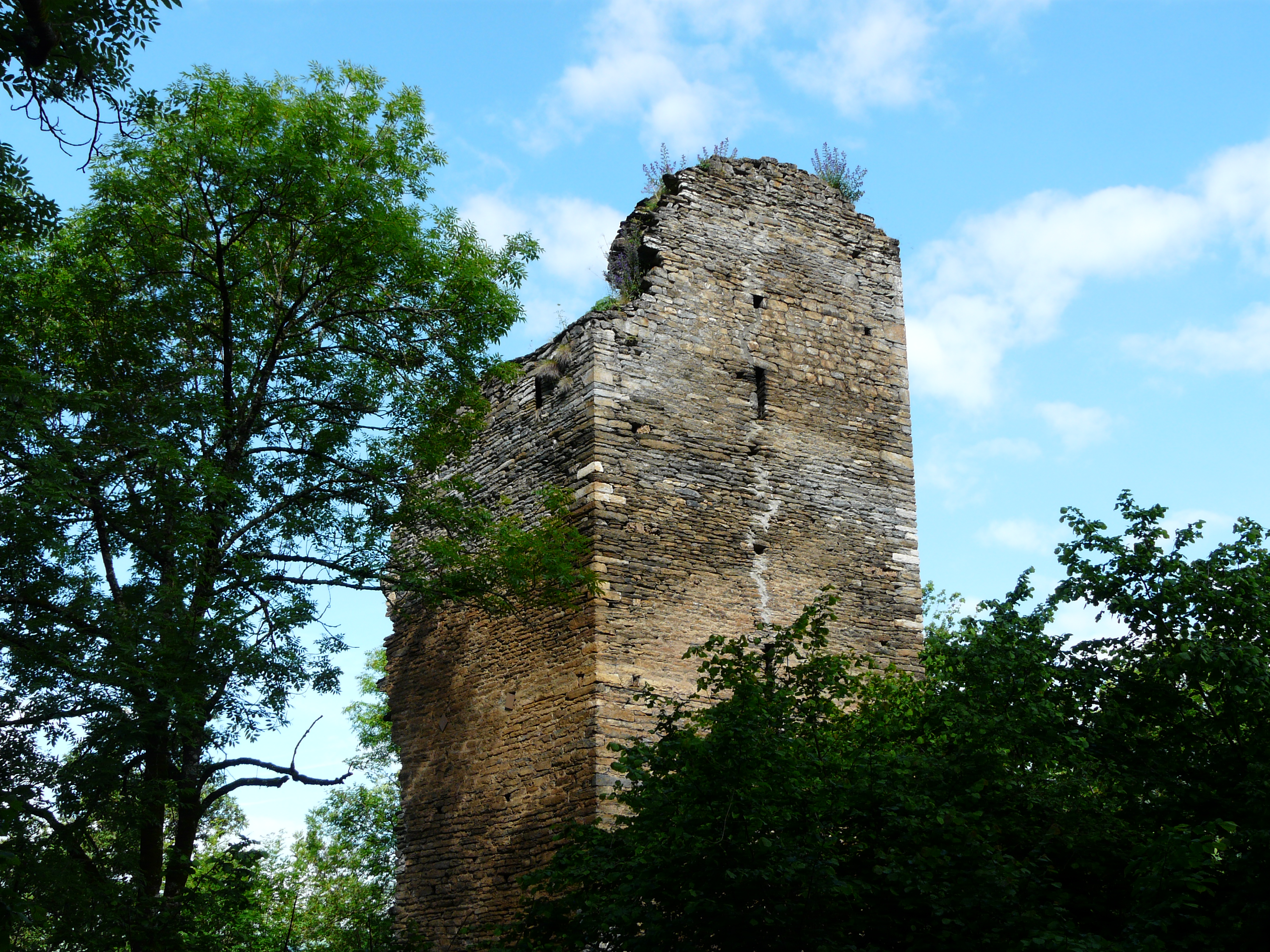
La tour de Castel-Blancat
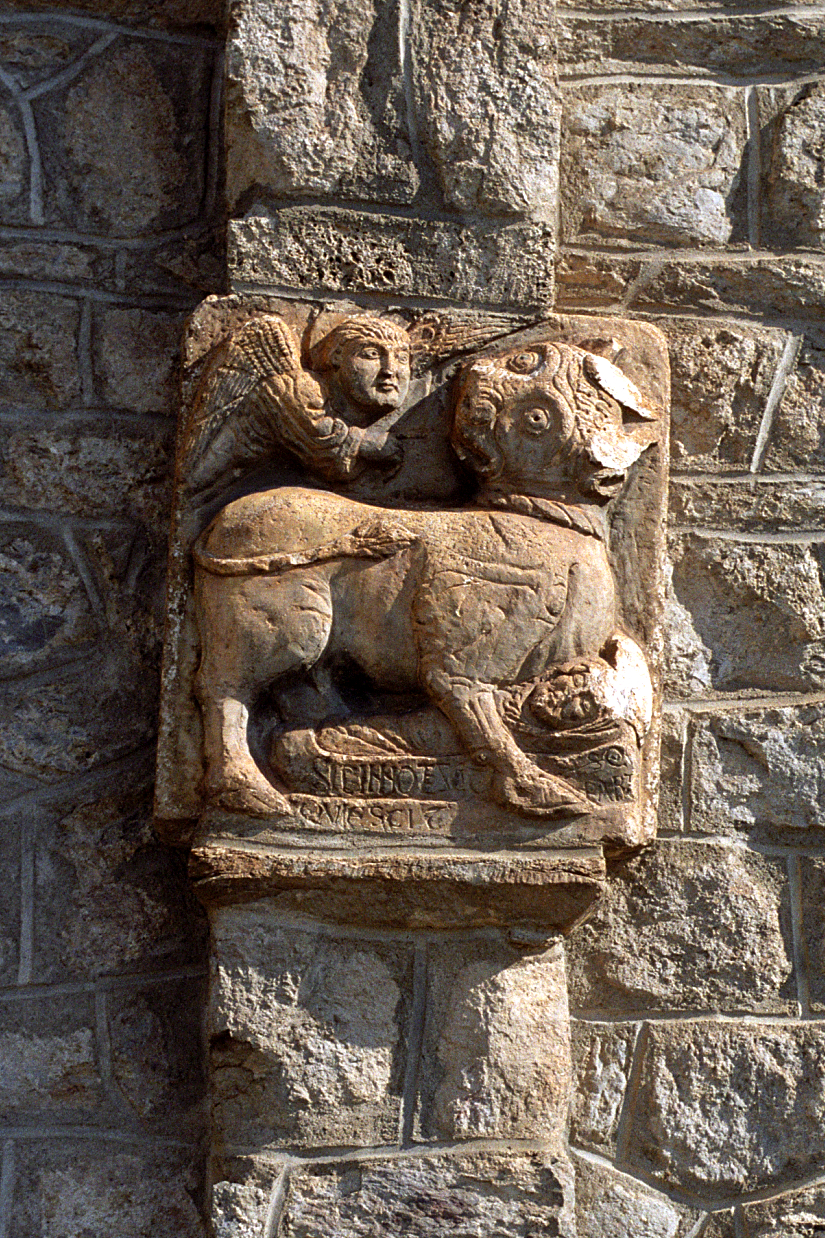
Découverte du corps de saint Aventin par un taureau, église de Saint-Aventin
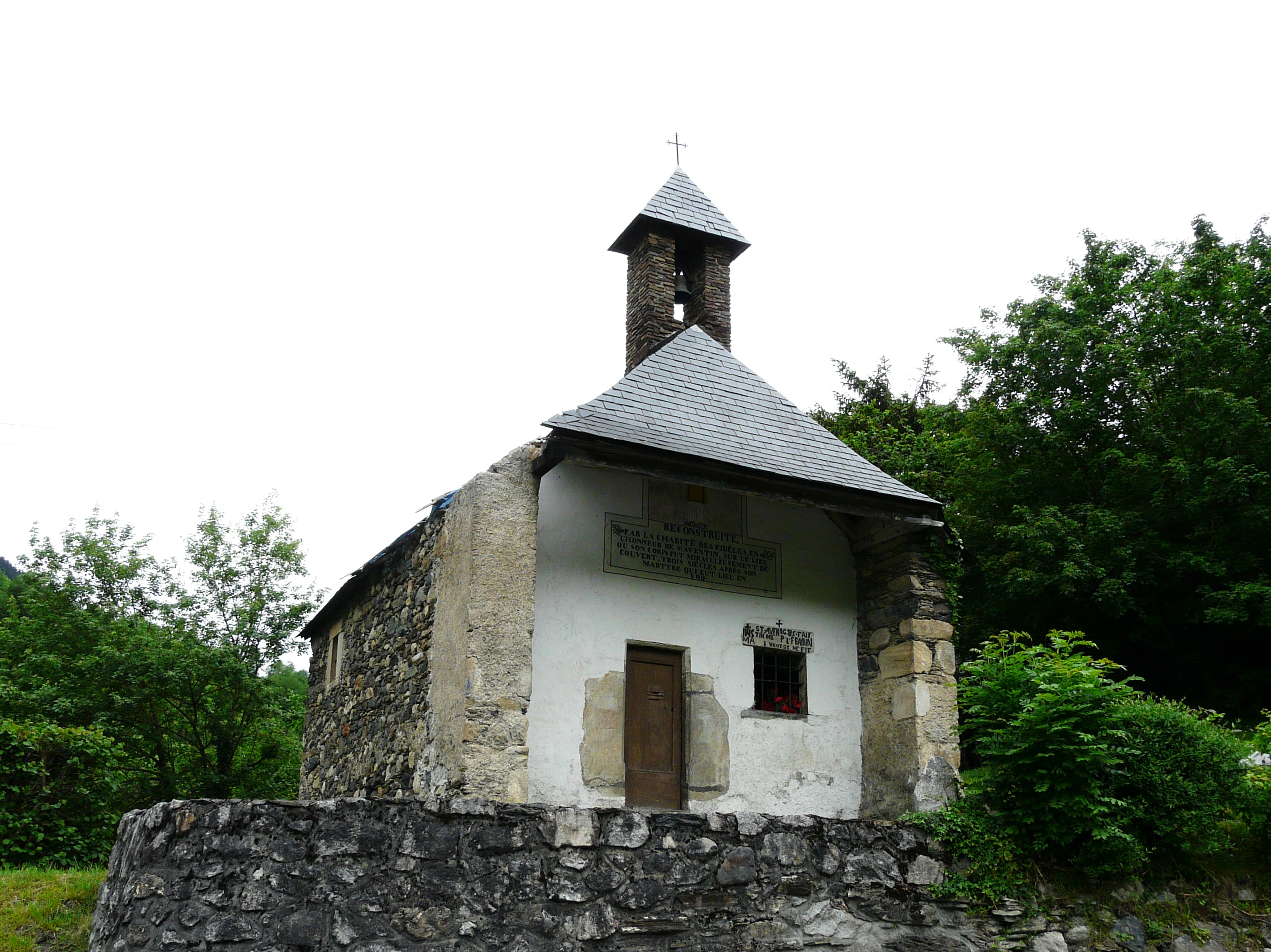
La Chapelle du Miracle

## Culte

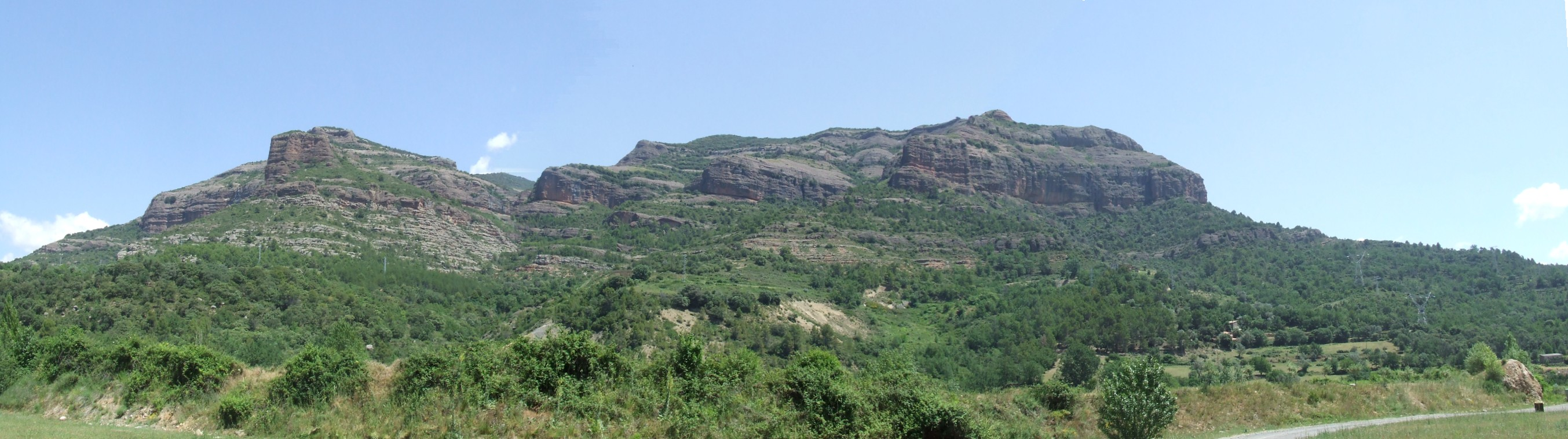
Les roques de Sant Aventí, à la Pobla de Segur (Pallars Jussà)

Saint Aventin fit l'objet d'un pèlerinage important le jour de sa fête, le 13 juin. On y venait de très loin, y compris du Val d'Aran, où il a laissé de nombreux toponymes, et de l'Aragon. Les habitants de Benasque, à la suite d'un vœu, avaient obtenu de saint Aventin d'être protégés d'une épidémie de peste. Ils venaient nombreux, jusqu'à la Révolution française qui mit fin au pèlerinage.
Le petit oratoire établi aux granges d'Astau, où Aventin était supposé avoir vécu, a été décoré de peintures murales par le peintre d'icônes Nicolas Greschny.